# Ellen Sharples
Ellen Wallace Sharples (Birmingham, 4 de marzo de 1769 - Bristol, 14 de marzo de 1849) fue una pintora inglesa especializada en retratos al pastel y en miniaturas de acuarela sobre marfil. Expuso cinco de sus miniaturas en la Royal Academy of Arts de Londres en 1807, y realizó una importante donación para fundar la Academia de Bellas Artes de Bristol en 1844.

## Biografía
Ellen Wallace nació en Bath o Birmingham en una familia cuáquera. Recibió su única formación artística en Bath de la mano de James Sharples, con quien se casó en 1787. La pareja tuvo dos hijos, también pintores: James Sharples, Jr. (n. 1788) y Rolinda Sharples (n. 1793).

### América, 1794-1801
La pareja emigró a los Estados Unidos alrededor de 1794. El barco en el que viajaban fue requisado por un corsario francés, siendo encarcelados en Brest durante siete meses. Sharples narró la experiencia en su diario: "Nuestra familia ha experimentado severamente su miseria; es demasiado duro como para recordar todo de lo que fuimos testigos durante nuestros siete meses de cautiverio en Francia".
Emigraron a Estados Unidos atraídos por la creciente demanda de retratos del Nuevo Mundo, una nueva tendencia de la que se beneficiaron los artistas ingleses. Su marido James Sharples obtuvo fama pintando retratos de líderes estadounidenses (incluido George Washington) durante su estancia en Washington, D. C.
En torno a 1797, mientras residían en Filadelfia, Sharples comenzó a pintar retratos de manera profesional para complementar los ingresos de la familia. Copiaba los retratos originales de su esposo por encargo, llegando a obtener sus copias en miniatura el mismo valor económico que las del propio James Sharples. Ese tipo de retratos pequeños, como los de Sharples, se convirtieron en una alternativa asequible a los retratos formales a gran escala de Gilbert Stuart y Jonathan Trumbull. La competencia que sufrieron con otros pintores de retratos en miniatura fue dura, así que se convirtieron en itinerantes para conseguir encargos. Vivieron y trabajaron en Filadelfia y la ciudad de Nueva York, y viajaron por Nueva Inglaterra en un carruaje especialmente construido que transportaba a la familia, su colección y su equipo.
Los hijos de Sharples comenzaron a dibujar a edad temprana, uniéndose a la empresa familiar siendo aún adolescentes. La propia Ellen Sharples fue quien se encargó de formar personalmente a su hija, Rolinda, en el arte de la pintura.

### Regreso a Inglaterra, 1801-1809
En 1801, la familia regresó a Bath ya que temían la guerra francoamericana. Gran parte de la información que se conoce sobre la familia durante este período proviene de los diarios y cartas de Ellen Sharples.
Durante este período, Sharples exhibió sus miniaturas en la Royal Academy of Arts de Londres. 

### América, 1809-1811
Durante su segunda estancia en Estados Unidos, Sharples vivió en Nueva York, Nueva Jersey y Pensilvania, y siguió realizando retratos por encargo. Su marido James Sharples falleció en 1811 y tras eso Ellen Sharples, junto a sus hijos Rolinda y James Jr., regresó a Inglaterra.

### Bristol, Inglaterra, 1811-1849
Tras enviudar, Ellen Sharples se instaló permanentemente en Clifton con sus hijos donde siguieron con su negocio de retratos.  
Ellen Sharples falleció en 1849, dejando parte de su herencia a la Academia de Bellas Artes de Bristol, que fue fundamental para la financiación de la primera galería de arte de Bristol, ahora llamada la Royal West of England Academy. Previamente, Ellen Sharples había realizado una donación de 2.000 libras para contribuir a la fundación de dicha Academia.

## Retratos
Ellen Sharples comenzó su carrera artística realizando copias de los retratos al pastel de su marido. Entre 1794 y 1810, sus copias tenían un formato de 9"x7" en papel gris o bronceado. Aprendió de manera autodidacta a realizar copias en miniatura en acuarela sobre marfil, y entre 1803 y 1810 hizo retratos en miniatura, tanto a partir de otra pintura como con modelos. Los ingresos que obtuvieron con las pinturas de Ellen Sharples y sus hijos los convirtieron en una familia adinerada.  
Ellen Sharples retrató a Joseph Priestley, Martha y George Washington, Benjamin Rush, John y Mrs. Bard, Eleanor Parke Custis, Alexander Hamilton, Joseph Banks y al marqués de Lafayette. Sus obras fueron incluidas en varios museos de los Estados Unidos, como el Museo Metropolitano de Arte, la Galería Nacional de Arte y la Colección del Parque Histórico Nacional de la Independencia.  

## Pinturas de la Real Academia
Según consta en una publicación de la Royal Academy, Sharples exhibió sus obras en la institución en 1807, apareciendo mencionada como la Sra. James (Ellen) Sharples, pintora en miniatura.

## Galería

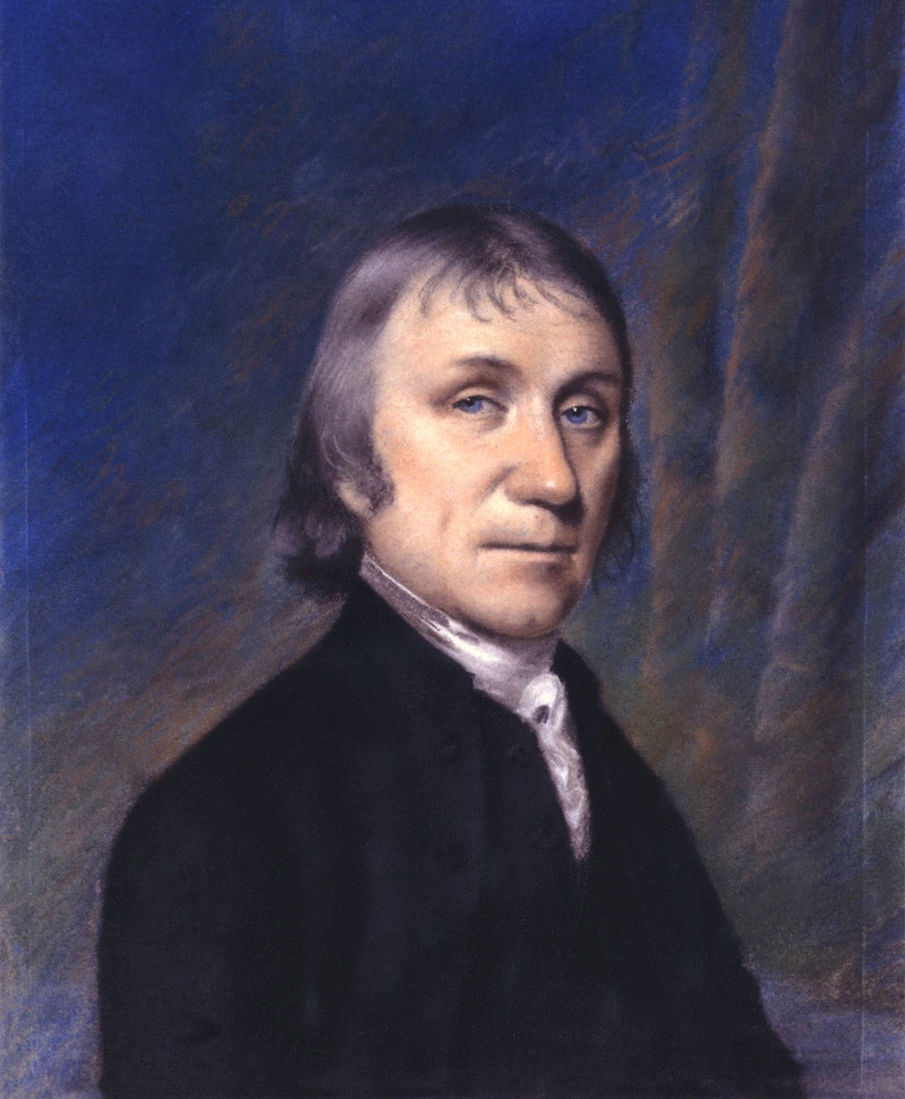
Joseph Priestley, 1794
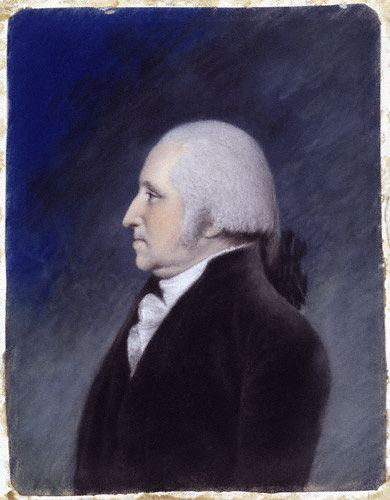
George Washington 1796-1797
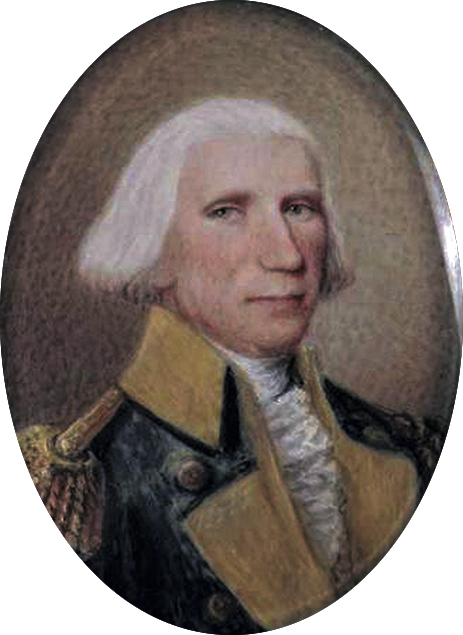
Brigadier General Elias Dayton
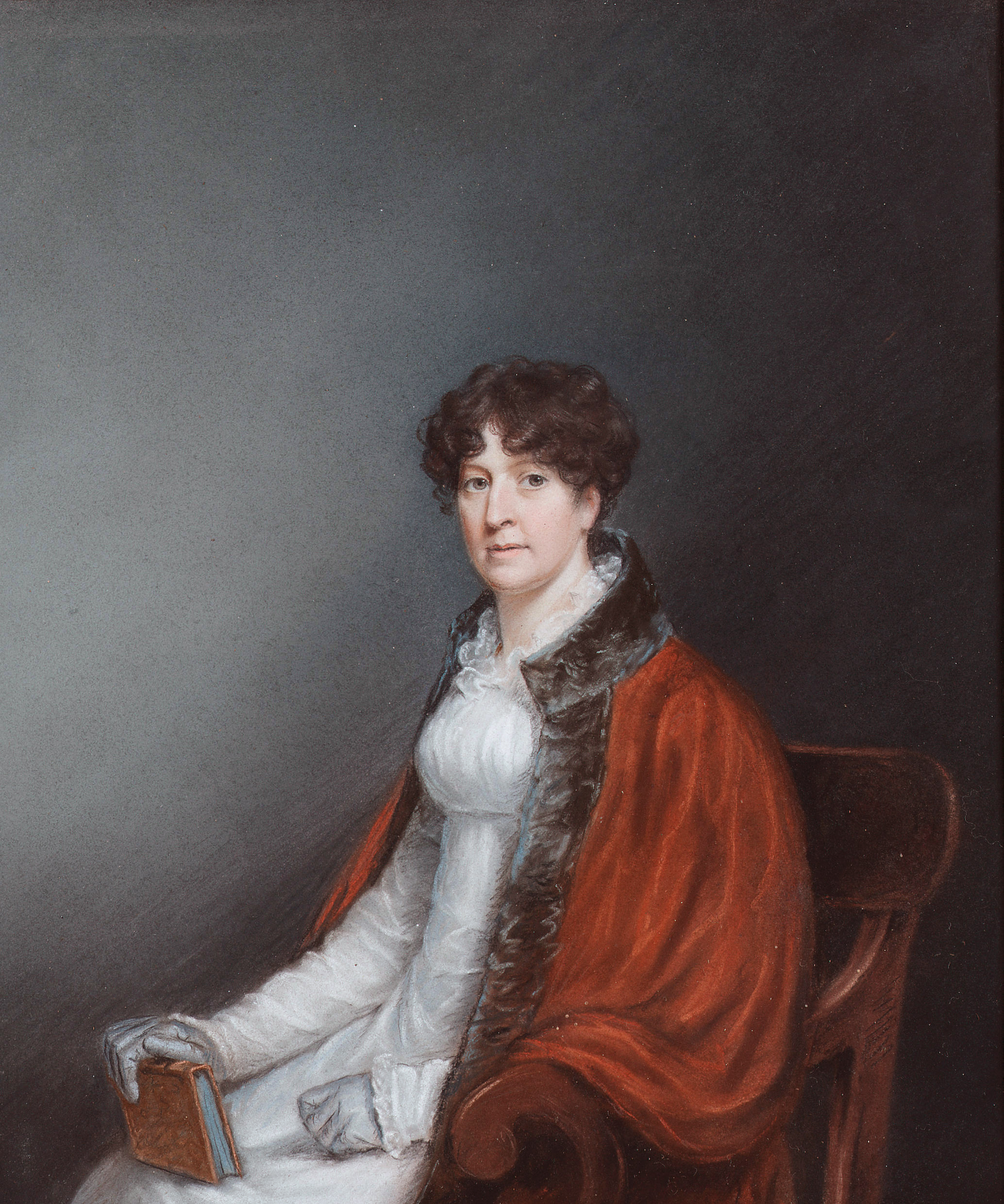
Lady William Cavendish-Bentinck
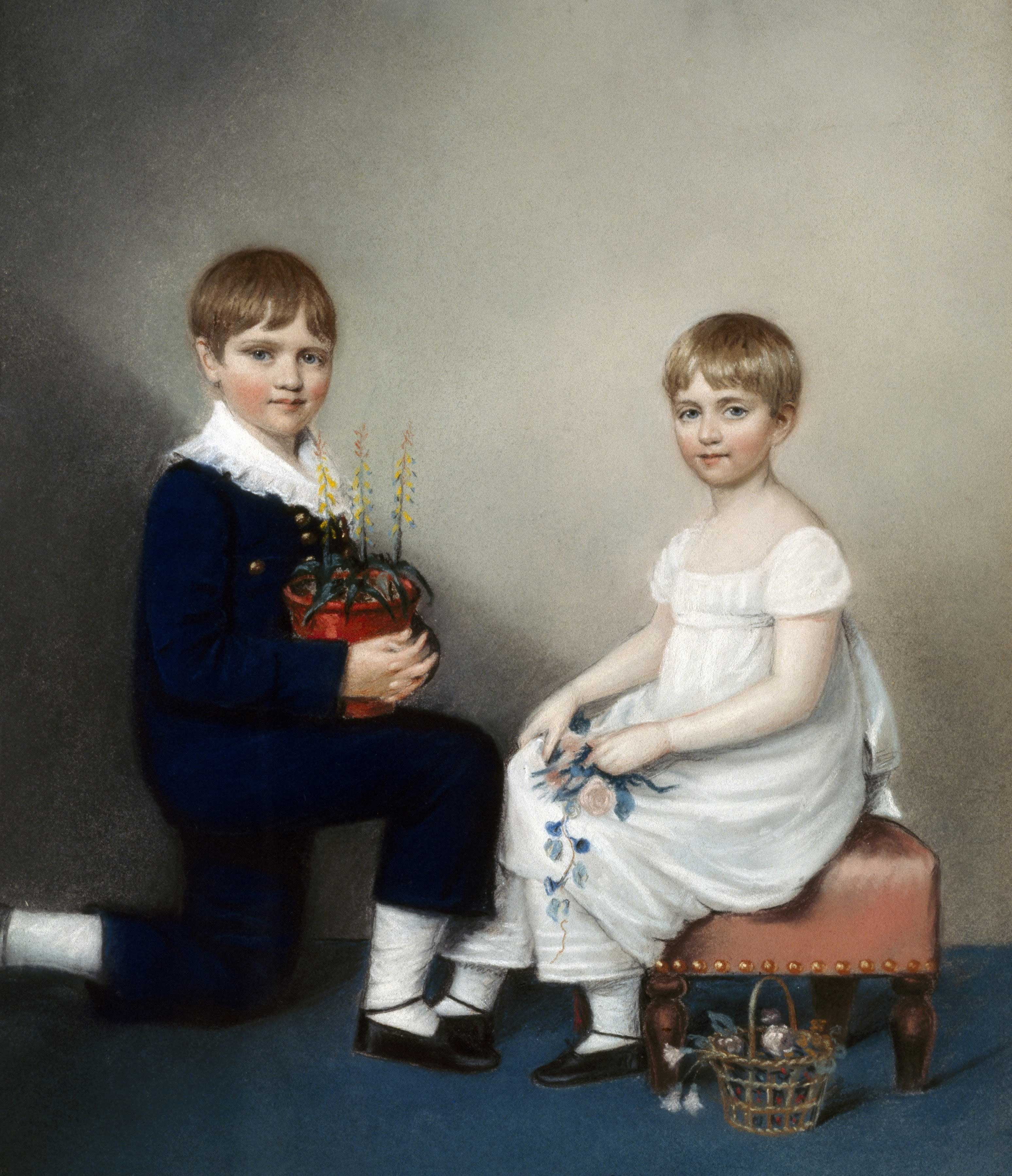
Un dibujo a tiza de Charles Darwin a los seis años con su hermana Catherine, 1816
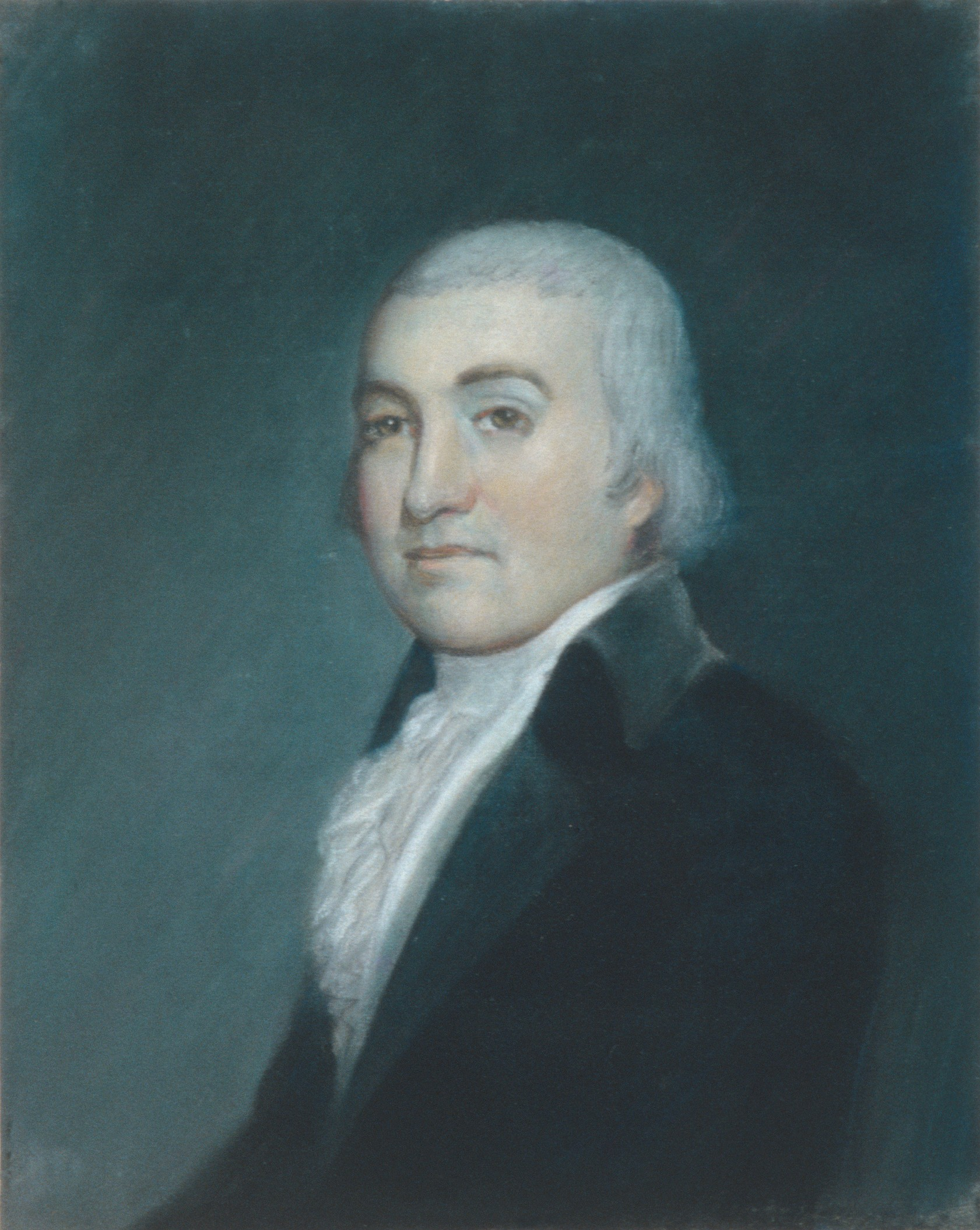
Noah Webster
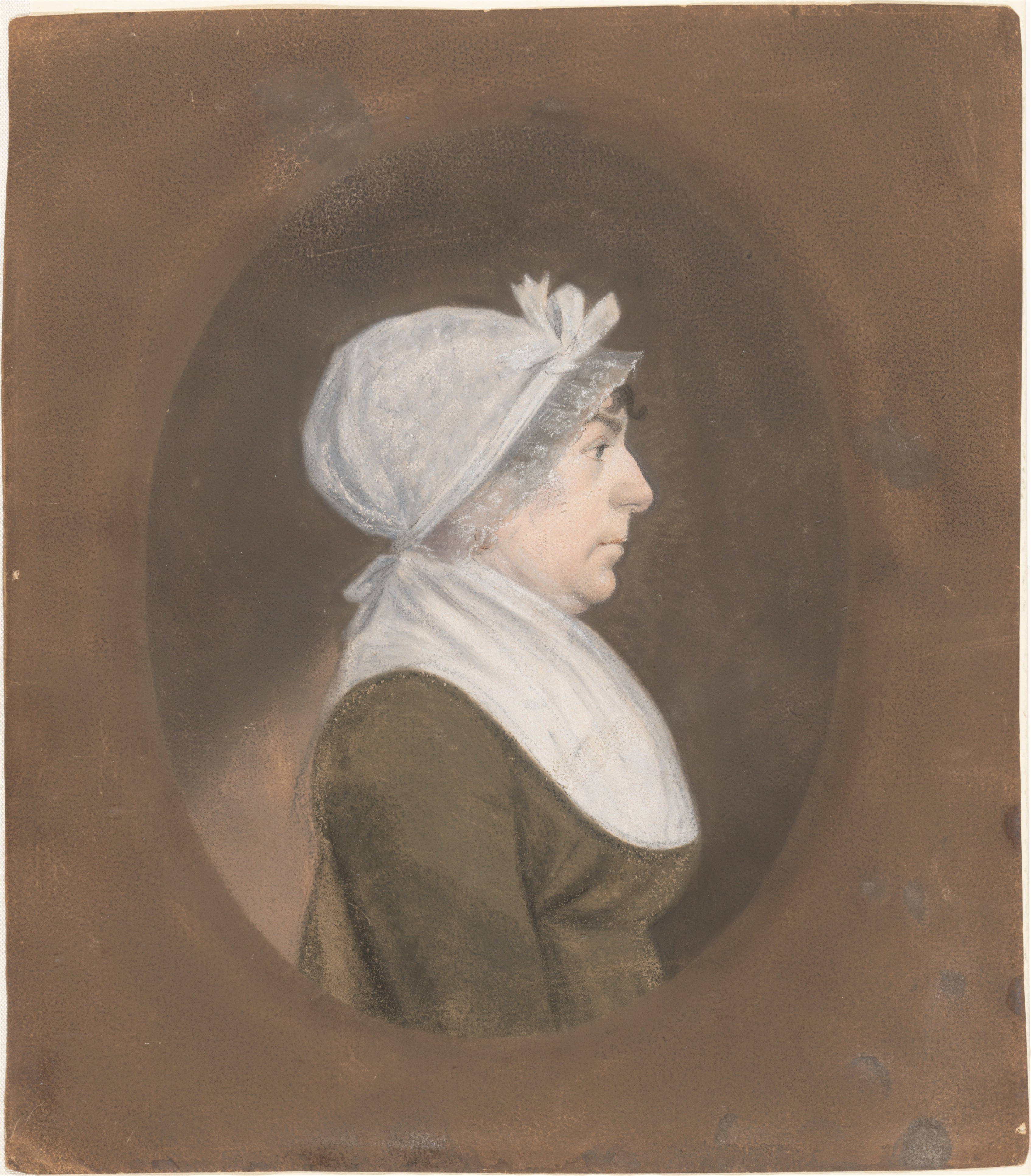
Dorothea Hart

## Documentos personales
Las cartas, documentos legales, libros y cuentas bancarias relacionadas con la familia de Ellen Sharples se encuentran en los Archivos de Bristol (Ref. 15395). Una serie de pinturas de Ellen y Rolinda Sharples están expuestas en el Bristol City Museum y en el museo M Shed.